# Grania hirsuticauda
Grania hirsuticauda är en ringmaskart som beskrevs av Rota och Erséus 1996. Grania hirsuticauda ingår i släktet Grania och familjen småringmaskar. Inga underarter finns listade i Catalogue of Life.